# 9. oktober
9. oktober er dag 282 i året i den gregorianske kalender (dag 283 i skudår). Der er 83 dage tilbage af året.
- Dionysius dag, efter biskop Dionysius, der blev sendt til Gallien som missionær af pave Fabianus. Her led han martyrdøden ved halshugning omkring år 280.
- FN's internationale postdag, Verdenspostunionens dag

### Begivenheder
Født - Dødsfald
- 680 - Shia-muslimernes religiøse leder, Ali Ibn Al Husain Ibn Ali lider martyrdøden. Han er sønnesøn af imam Ali ibn Abi Talib, som er fætter til profeten Muhammed.
- 768 – Karloman 1. og Karl den Store krones til konge over frankerne.
- 1000 - Søfareren Leif den Lykkelige går i land i Vinland (Newfoundland).
- 1446 - Hangul-alfabetet offentliggøres i Korea.
- 1470 - Henrik 6. genindsættes på den engelske trone efter at være blevet afsat i 1461.
- 1514 - Ludvig 12. af Frankrig gifter sig med Mary Tudor.
- 1582 - Grundet implementeringen af den Gregorianske kalender ekstisterer denne dag i dette år ikke i Italien, Polen, Portugal og Spanien.
- 1604 - Keplers Supernova, den seneste supernova i Mælkevejen, observeres.
- 1635 - Grundlæggeren af Rhode Island Roger Williams bliver  forvist fra Massachusetts Bay-kolonien som en religiøs afviger efter han har talt imod afstraffelse for religiøse forbrydelser og for afgivelse af land til de indfødte.
- 1708 - Under Den Store Nordiske Krig besejrer Peter den Store den svenske hær under ledelse af Karl 12. ved Slaget ved Lesna.
- 1760 - Under den Preussiske Syvårskrig besætter russerne Berlin, men de trækker sig tilbage igen efter nogle få dage.
- 1801 - Egypten gives formelt tilbage til Det Osmanniske Rige efter overenskomst med Frankrig.
- 1804 - Tasmaniens hovedstad Hobart grundlægges.
- 1806 - Preussen erklærer Frankrig krig og indleder derved den Fjerde koalitionskrig, som en del af Napoleonskrigene.
- 1831 - Ioannis Kapodistrias, den første leder af et uafhængigt Grækenland, myrdes ved et attentat.
- 1854 - Under Krimkrigen indledes Belejringen af Sevastopol.
- 1871 - Den store brand i Chicago kommer efter to dage under kontrol.
- 1874 - Den Internationale Postunion oprettes ved postunionstraktaten underskrevet i Bern i Schweiz.
- 1888 - Washingtonmonumentet i Washington D.C. åbner officielt for publikum.
- 1900 - Cook Islands bliver en del af Storbritannien.
- 1914 - I 1. verdenskrig indtager den tyske hær Antwerpen efter britiske tropper havde gjort en forsinket indsats for at støtte den belgiske hovedhær på 150.000 mand under ledelse af kong Albert 1. af Belgien.
- 1918 - Det finske parlament tilbyder Frederik Karl af Hessen-Kassel tronen i det kortlivede finske kongedømme.
- 1934 - En attentatmand fra den kroatiske facistiske terrororganisation Ustaše dræber i Marseille kong Alexander 1. af Jugoslavien og den franske udenrigsminister Louis Barthou.
- 1936 - Generatorerne på Boulder Dam (senere omdøbt til Hoover Dam) begynder at transmittere elektricitet fra Colorado River til Los Angeles i Californien.
- 1940 - Winston Churchill vælges til leder af britiske konservative parti.
- 1944 - Winston Churchill ankommer til Moskva for at tale med Josef Stalin.
- 1951 - David Ben-Gurion bliver igen premierminister i Israel.
- 1961 - Englands yngste konservative MP, den senere premierminister, Margaret Thatcher udnævnes til vice-minister for det britiske Ministry of Pensions and National Insurance.
- 1962 - Uganda opnår selvstyre efter 70 års britisk styre. Milton Obote bliver ministerpræsident.
- 1967 - Den argentinsk-fødte guerillakæmper Che Guevara, som har støttet Fidel Castros kamp på Cuba, dræbes i et baghold ved landsbyen La Higuera, nær Vallegrande, Bolivia, 39 år gammel.
- 1970 - I Cambodia udråber De Røde Khmerer landet som Demokratisk Kampuchea.
- 1973 - Elvis Presley bliver skilt fra Priscilla efter 6 års ægteskab. Hun får $1,5 million og et hustrubidrag på $4.200 om måneden.
- 1975 - Andrei Sakharov, ofte kaldt "den russiske brintbombes fader", bliver den første russer, som modtager Nobels fredspris. De russiske myndigheder nægter Sakharov tilladelse til at rejse til Norge for at modtage prisen.
- 1976 - Den 60-årige Hua Guofeng vælges som Kinas nye leder efter formand Maos død.
- 1984 - På initiativ fra præsident Ronald Reagan gør USA dagen til officiel flag- og mindedag for søfareren Leif den Lykkelige, som i år 1000 menes at være gået i land i Nordamerika.
- 1985 - Palæstinensere, som har kapret det italiensk krydstogtskib "Achille Lauro", overgiver sig efter at have dræbt en amerikansk turist.
- 1994 - USA sender tropper og krigsskibe til den Persiske Golf som reaktion på Saddam Husseins koncentration af tropper og kampvogne ved grænsen til Kuwait.
- 1997 - Nobels Litteraturpris gives til den italienske dramatiker Dario Fo.
- 1999 - Farums borgmester Peter Brixtofte presses til at trække sig som Venstres skattepolitiske ordfører. [kilde mangler]
- 2001 - TV-Avisen afslører, at formanden for SID's industrigruppe, Willy Strube, har modtaget returkommission.
- 2004 - I Afghanistan afholdes for første gang et demokratisk valg.
- 2005 - Rygning bliver forbudt i britiske tog.
- 2006 - Nordkorea bekendtgør, at de med succes har foretaget en underjordisk atomprøvesprængning.

### Født
- 1846 - Holger Drachmann, dansk digter (død 1908).
- 1876 - Carl Fischer, dansk skuespiller (død 1953).
- 1899 - Thorkil Kristensen, dansk politiker og minister (død 1989).
- 1908 - Jacques Tati, fransk filminstruktør og skuespiller (død 1982).
- 1918 - E. Howard Hunt, amerikansk forfatter og spion, ophavsmand til Watergate-skandalen (død 2007).
- 1925 - Arne Christiansen, dansk politiker, journalist og minister (død 2007).
- 1934 - Abdullah Ibrahim, sydafrikansk pianist.
- 1936 - Jan Voss, tysk maler.
- 1940 - Bodil Nyboe Andersen, dansk nationalbankdirektør og bestyrelsesformand.
- 1940 - John Lennon, engelsk sangskriver og komponist The Beatles (død 1980)
- 1952 - Sharon Osbourne, Amerikansk heavyrock-mama, Manager.
- 1956 - Ivan Nielsen, Fodboldspiller & træner.
- 1966 - David Cameron, Storbritanniens premierminister (konservativ) 2010-2016.
- 1967 - Eddie Guerrero, amerikansk/mexicansk wrestler (død 2005).
- 1975 - Sean Lennon, Amerikansk musiker, søn af John og Yoko.
- 1977 - Charlotte Dyremose, konservativt folketingsmedlem.
- 1979 - Nicky Byrne, irsk sanger (Westlife).
- 1981 - Lucas "Caca" de Deus Santos, brasiliansk fodboldspiller.
- 1988 - Sidsel Ben Semmane, Sangerinde, Vinder Dansk melodi grand prix 2006.
- 1988 - Rosa Gjerluff Nyholm, Børne-tv-vært Rosa fra Rouladegade.
- 1992 - Martin Hoberg Hedegaard, dansk "X Factor" deltager.

### Dødsfald
- 1871 - N.S. Nebelong, dansk arkitekt (født 1806).
- 1917 - Laura Aller, dansk chefredatør og bladudgiver (født 1849).
- 1952 - Martin Kaalund-Jørgensen, dansk maler (født 1889).
- 1958 - Pave Pius 12. (født 1876).
- 1964 - Paul Diderichsen, dansk sprogforsker, filosof (født 1905).
- 1967 - Che Guevara, argentinsk revolutionær. Det er usikkert om han døde den 8. eller 9. oktober (født 1928).
- 1973 - Karen Marie Elisabeth Dinesen, dansk forfatter og hotelbestyrer (født 1873).
- 1974 - Oskar Schindler (bedst kendt fra Spielbergs "Schindler's List") dør i Vesttyskland (født 1908).
- 1978 - Jacques Brel, belgisk sanger og skuespiller (født 1929).
- 1995 - Alec Douglas-Home, britisk premierminister (født 1903).
- 1997 - Frank Schaufuss, dansk balletdanser og koreograf (født 1921).
- 2004 - Jacques Derrida, fransk filosof (født 1930).

|  | Denne datoartikel kan blive bedre, hvis der indsættes et (bedre) billede Du kan hjælpe ved at afsøge Wikimedia Commons for et passende billede eller uploade et godt billede til Wikimedia Commons iht. de tilladte licenser og indsætte det i artiklen. |